# Simri
Simri var israelisk kung under sju dagar i huvudstaden Tirsa runt år 935 f.Kr. Han mördade sin företrädare Ela samt dennes släktingar och vänner och begick självmord genom att sätta eld på palatset då han nåddes av nyheten om att den israeliska hären krönt Omri till kung.